# Pseudohelina fuscicornis
Pseudohelina fuscicornis är en tvåvingeart som först beskrevs av Fritz Isidore van Emden 1951.  Pseudohelina fuscicornis ingår i släktet Pseudohelina och familjen husflugor.
Artens utbredningsområde är Uganda. Inga underarter finns listade i Catalogue of Life.